# 入江の午後3時
『入江の午後3時』（いりえのごごさんじ）は、松任谷由実の通算11枚目のシングル。東芝EMIより1978年7月20日に発売。規格品番：ETP-10443。
「入江の午後3時」「静かなまぼろし」共に6枚目のオリジナルアルバム『流線形'80』にalbum mixで収録。2018年の配信もalbum mixである。
1989年6月28日にCDシングルとして再発された。

## 解説
- ジャケット写真は、神奈川県三浦郡葉山町に所在する『葉山マリーナ』で撮影された。
- 「静かなまぼろし」は、1978年フジテレビ系『ミュージックフェア』で共演した沢田研二への提供曲[注釈 1]。
- オリコンチャートの登場週数は4週。チャート最高順位は週間88位。累計0.8万枚のセールスを記録した[1]。

## 収録曲
- Side A 入江の午後3時 (single mix) -3pm At a Pier-[2]
- Side B 静かなまぼろし (single mix) -Silent Illusion-

- 作詞・作曲：松任谷由実／編曲：松任谷正隆

## 参加ミュージシャン
- キーボード：松任谷正隆

## カバー
- 静かなまぼろし
  - 松本明子 - 1998年、シングル「soon」のカップリングに収録
  - m-flo - 1999年、トリビュートアルバム『Dear Yuming〜荒井由実/松任谷由実カバー・コレクション〜』に収録